# Авдо Хумо
Авдо Хумо (Мостар, 1. фебруар 1914 — Опатија, 23. јануар 1983) је био учесник Народноослободилачке борбе, друштвено-политички радник СФР Југославије и СР Босне и Херцеговине и народни херој Југославије.

## Биографија
Рођен је 1. фебруара 1914. у Мостару, у махали Церница. У родном месту месту је завршио основну школу и започео гимназију. Због приступања омладинском револуционарном покрету, у вишим разредима гимназије искључен је из мостарске гимназије, па је даље школовање наставио у Бихаћу, где му је један од професора био Оскар Давичо. Након матуре, уписао је студије светске и југословенске књижевности на Филозофском факултет у Београду. Током студија, активно је учествовао у револуционарном студенстком покрету, због чега је 1934. примљен у чланство тада илегалног Савеза комунистичке омладине (СКОЈ). Наредне 1935. примљен је у чланство Комунистичке партије Југославије (КПЈ).
Његова активност на Универзитету била је највише усмерена на Удружење студената књижевности, а од 1935. био је члан Акционог одбора стручних студентских удружења студената Београдског универзитета. Са групом студената, радио је на окупљању студената родом из Босне и Херцеговине и њиховом укључивању у студентско друштво „Петар Кочић”, као и омладинску секцију друштва „Неретва”. Помоћу ових организација политички је деловао и укључивао млађе студенте у револуционарни студентски покрет. Био је један од истакнутих организатора и учесника у студентским штрајковима и демонстрацијама током 1935. и 1936. године. Његова политичка активност није прожла неопажено од стране власти, па је од стране руководства Универзитета у Београду кажњен поништавањем семестра и удаљавањем са факултета у школској 1935/36. години.
Поред рада на Универзитету, активно је политички деловао и у родном крају. Припадао је групи партијских активиста који су радили на обнављању и консолидацији партијских организација КПЈ у Босни и Херцеговини, као и обнављању Покрајинског комитета КПЈ за Босну и Херцеговину, чији је члан постао септембра 1940. године. Децембра исте године у Београду се венчао са студенткињом књижевности Олгом Нинчић, ћерком политичара и дипломате Момчила Нинчића. Сведоци на венчању били су им — његов стриц Хамза Хумо и Јурица Рибар, млађи брат Лоле Рибара.

### Народноослободилачка борба
Почетак Априлског рата и окупација Југославије 1941. затекли су га у Сарајеву. Као члан Покрајинског комитета за БиХ у почетком јула 1941. упућен је у Мостар са циљем да се заједно са члановима Обласног комитета КПЈ за Херцеговину информише о устанку у Херцеговини, који је избио крајем јуна. Непосредно по доласку радио је на формирању Војног штаба за Херцеговину. Током септембра и октобра 1941. радио на помоћи партијским организацијама у Херцеговини у организовању одружаног устанка и формирању првих партизанских одреда. У међувремену деловао је у окупираном Сарајеву, где је активно учествовао у организовању илегалног рада. Од стране Главног штаба НОП одреда Босне и Херцеговине био је задужен за организовање илегалног рада на неослобођеној територији Босне и Херцеговине. Након одласка главнине партизанских снага у Босанску Крајину, у лето 1942. радио је на јачању организација Комунистичке партије и Народноослободилачког покрета (НОП) у источној Босни, где је августа 1942. примио дужност заменика политичког комесара Шесте источнобосанске бригаде.
Марта 1943. поново је прешао у Херцеговину, где је радио на организовању партијских руководстава и учвршћивању партијских организација у источној Херцеговини, а посредством партијске организације из Мостара, помагао је руководству Окружног комитета КПЈ за јужну Херцеговину. Активно је учествовао у организовању Земљаског антифашистичког већа народног ослобођења Босне и Херцеговине (ЗАВНОБиХ) и био његов већник од Првог заседања. На заседањима ЗАВНОБиХ биран је за члана Председништва и потпредседника ЗАВНОБиХ. Такође, биран је за члана Обласне народноослободилчаке скупштине за Херцеговину, као и већника Антифашистичког већа народног ослобођења Југославије (АВНОЈ) од Првог заседања. Августа 1943. био је један од покретача листа Ослобођење, који је касније био орган Народноослободилачког фронта Босне и Херцеговине.

### Политичка каријера
Након ослобођења Југославије, 1945. као члан Покрајинског комитета КПЈ за Босну и Херцеговину, налазио се на најодговорнијим партијским и државним функцијама у Народној Републици Босни и Херцеговини, а касније и у Федеративној Народној Републици Југославији (ФНРЈ). У лето и јесен 1946. био је члан југословенске делегације на мировној конференцији у Паризу. Од 1946. до новембра 1948. био је организациони секретар Покрајинског комитета КПЈ за Босну и Херцеговину, а на Првом конгресу КП Босне и Херцеговине изабран је за члана Централног комитета КП БиХ и члана његовог Политичког бироа (Политбиро). За члана Централног комитета КП БиХ биран и на Другом конгресу КП БиХ децембра 1954. године. Јула 1948. на Петом конгресу КПЈ изабран је за члана Централног комитета КПЈ, а поново је биран на Шестом (1952), Седмом (1958) и Осмом конгресу (1964), док је на Деветом конгресу СКЈ (1969) биран за члана Сталног дела Конференције СКЈ.
Приликом формирања Народне Владе Федералне Државе Босне и Херцеговине 28. априла 1945. чији је председник био Родољуб Чолаковић, биран је за потпредседника Владе. Ову дужност вршио је и у Влади формираној 14. фебруара 1946, док је септембра 1948. приликом формирања нове Владе, чији је председник био Ђуро Пуцар Стари преузео дужност председника Привредног савета Владе НР БиХ. Од децембра 1945. до јануара 1953. био је члан Президијума Народне скупштине ФНРЈ у два сазива. Дужност председника првог Извршног већа Скупштине НР Босне и Херцеговине вршио је од 14. децембра 1953. до 28. маја 1956, када га је заменио Осман Карабеговић. Хумо је тада прешао у Београд и преузео дужност државног секретара за финансије у Савезном извршном већу (СИВ), коју је вршио од 1956. до 1958. године. Потом је био потпредседник потпредседник Савезног већа Народне скупштине ФНРЈ, председник Савезне комисије за нуклеарну енергију и председник Савезног савета за координацију научних делатности, као и председник Комисије Председништва СКЈ за културу. За члана Савета федерације биран је јуна 1963, маја 1967. и јула 1971. године. Од 1963. до 1967. био је члан Савезног извршног већа, чији је председник био Петар Стамболић. У својству члана СИВ у јесен 1966. налазио се на челу Комисије која се након Брионског пленума ЦК СКЈ бавила испитивањем делатности „групе око Александра Ранковића у злоупотребама у Служби државне безбедности”. Октобра 1966. на Петом пленуму ЦК СКЈ изабран је за члана првог Председништва ЦК СКЈ, које је функционисало до Деветог конгреса марта 1969.
Био је политички активан у друштвено-политичким организацијама, где је био члан Главног одбора Савеза удружења бораца Народноослободилачког рата Југославије (СУБНОР), члан Председништва Главног одбора Социјалистичког савеза радног народа Босне и Херецеговине (ССРН) и члан Централног одбора ССРН Југославије. Од 1945. до 1963. биран за републичког и савезног посланика. Имао је чин генерал-мајора ЈНА у резерви.
Због критика упућених на рачун новог руководства ЦК СК Босне и Херцеговине, предвођеног Бранком Микулићем, Хумо је 1972. заједно са Османом Карабеговићем, Хајром Капетановићем и Чедом Капором означен као део „организоване фракцијске групе” и искључен је из СКЈ због „супротстављања политици Савеза комуниста“. Хумо је поред свега, био оптужен и за тражење увођења вишепартијског система.
Умро је 23. јануара 1983. у хотелу „Адмирал” у  Опатији. Сахрањен је у Алеји заслужних грађана на Новом гробљу у Београду.
Његова супруга Олга Нинчић Хумо, била је ћерка министра иностраних послова Краљевине Југославије Момчила Нинчића, а током рата једна од секретарица Јосипа Броза Тита. Његов стриц Хамза Хумо био је познати босанско-херцеговачки писац.
Носилац је Партизанске споменице 1941. и осталих југословенских одликовања, међу којима су — Орден народног ослобођења, Орден заслуга за народ првог реда, Орден братства и јединства првог реда, Орден за храброст и др. Орденом народног хероја одликован је 27. новембра 1953. године.